# Joe Grech
Joe Grech, född 9 februari 1934 i Cospicua, död 30 december 2024, var en maltesisk sångare och musiker. Grech representerade Malta i Eurovision Song Contest 1971 med låten Marija l-Maltija som framfördes på maltesiska. Låten placerade sig på en sistaplats av totalt 18 deltagande länder.